# Regimiento de Infantería Paracaidista 2
El Regimiento de Infantería Paracaidista 2 "Gral. Balcarce" (RI Parac 2) es una unidad de infantería del Ejército Argentino con asiento en la guarnición de ejército de Córdoba y dependiente de la IV Brigada Aerotransportada, en el marco de la Fuerza de Despliegue Rápido.

## Historia

### Orgánica
El 2 de línea fue creado el 29 de mayo de 1810 por decreto de la Primera Junta, integrando el ejército patrio de las Provincias Unidas.
El Regimiento perteneció a la Confederación Argentina entre 1838 y 1847.
A partir de 1917, el Regimiento de Infantería 2 constituyó junto al Regimiento de Infantería 1 «Patricios», la I Brigada de Infantería, dependiente de la 1.ª División de Ejército. En 1930, pasó a depender del Comando de la 1.ª División de Ejército.
En 1964 fue disuelto el R2 de Palermo y modificada la numeración del R13 de Córdoba por R2. Así, fue organizado el R2 emplazado en la guarnición militar de Córdoba junto con el R14, y subordinado a la IV Brigada de Infantería Aerotransportada.

### Operaciones
El Regimiento de Infantería 2 participó de la represión al Cordobazo en 1969.
En 1975 y 1976, el Regimiento de Infantería Aerotransportado 2 envió efectivos al Operativo Independencia desarrollado en la provincia de Tucumán por la V Brigada de Infantería.
El jefe del Regimiento se desempeñó como jefe de la una fuerza de tareas integrada por personal del Regimiento de Infantería de Montaña 20 y del Destacamento de Exploración de Caballería Blindada 141 (C-5) y basada en Río Seco, organizada en los Equipos de Combate «Yuca», «Lanza» y «Cazadores», cuyas Bases de Combate estaban en El Churqui, Los Sosa y Colonia 5. El titular del RI Aerot 2 se encargaba de esta unidad combativa en forma rotatoria con el jefe del Regimiento de Infantería Aerotransportado 14.
El 10 de octubre de 1975, murió el subteniente Diego Barceló, por lo que el general de división Antonio Domingo Bussi impuso el nombre Subteniente Barceló a la fuerza de tareas.

## Organización
- Jefe
- Plana Mayor
- Compañía de Infantería Paracaidista «A»
- Compañía de Infantería Paracaidista «B»
- Compañía Comando y Servicios